# 芽茶

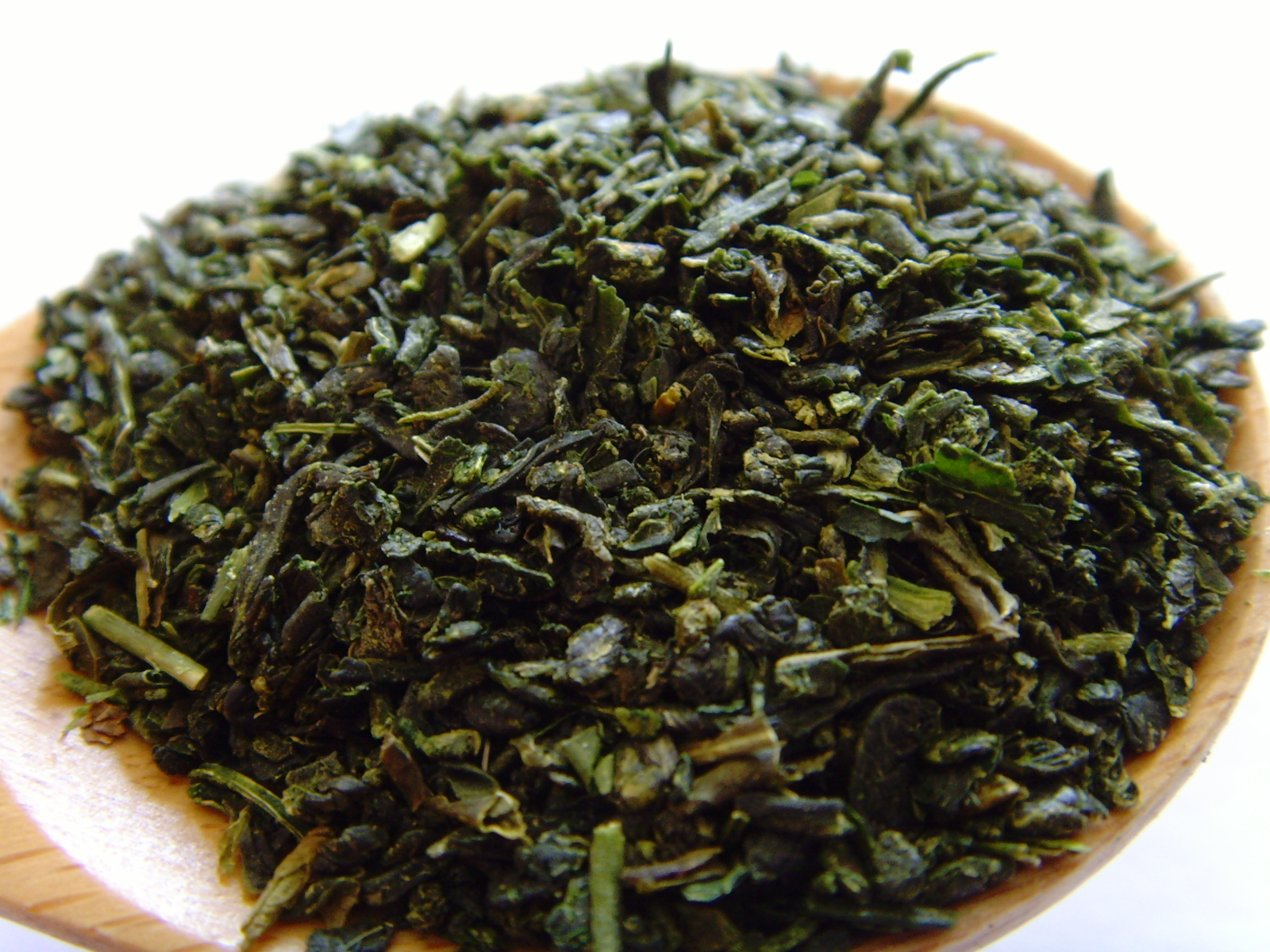
芽茶の茶葉

芽茶（めちゃ）は、日本茶の一種。煎茶や玉露を作る際に出た芽や葉の先端などを集めた茶である
。茎茶や粉茶とともに出物と呼ばれ、煎茶製造の際に副産物として出るお茶である。副産物であり一級品ではないとされているが、取れる量が少なく煎茶よりも高価に扱われることも多い。
芽茶の茶葉は小さく丸まっているのが特徴であり、丸みを帯びているものほど上質とされている。これは、芽や葉の先端は水分が多く柔らかいため、自然に丸まりやすいためである。
芽や葉の部分は茶のエキスが凝縮されているため、風味は力強く濃厚な味わいが特徴である。渋みや苦味、旨味がどれも強く、水色も濃い緑色である。カフェインが多いため覚醒作用も強い。また、茶葉が丸まっているため、2煎が限度の茎茶や3･4回が限度の煎茶と違い、茶葉が開ききるまで何度でもお茶を楽しむことが出来る
。一方でもともとの味が濃厚であるため、熱湯で淹れたり淹れる時間を長くしすぎるとお茶が濃くなりすぎる。そのため、ぬるめのお湯で淹れるのが良いとされる。